# Trathala rostrata
Trathala rostrata är en stekelart som först beskrevs av Joseph Augustine Cushman 1917.  Trathala rostrata ingår i släktet Trathala och familjen brokparasitsteklar. Inga underarter finns listade i Catalogue of Life.